# Dracaena kaweesakii
Dracaena kaweesakii (укр. Драцена Кавесака) — вид квіткових рослин родини холодкові (Asparagaceae). Вид відкритий групою тайських вчених у 2013 році.

## Назва
Вид названий на честь тайського біолога та співавтора відкриття Кавесака Керітікіата (Kaweesak Keeratikiat).

## Поширення
Дерево вперше виявлене у вапнякових горах у провінції Лопбурі у Таїланді. D. kaweesakii відомий з північного, північно-східного і центрального Таїланду. Усні доповіді припускають, що він також знаходиться в сусідній М'янмі. Дерево росте на вапнякових відслоненнях на висотах від 550 до 2000 метрів. Більш з вищих висот, як правило, коротші, менш розгалужені і мають дрібніші листя. Станом на 2013 рік, чисельність виду, за оцінками, складає менше 2500 дерев.

## Опис
Dracaena kaweesakii завдовжки до 12 м. Дерево характеризується великою розгалуженістю та крона сягає діаметром 12 м. Дерево має м'яке листя у формі меча з білими краями. Листя зібране у кластери, що можуть сягати 60 см у діаметрі. Квіти кремового кольору з яскравими помаранчевими нитками. Плід коричневого забарвлення, після дозрівання стає помаранчевим, завдовжки 7 см. Стовбур сягає до 1 метра у діаметрі.